# Un monstruo viene a verme (novela)
Un monstruo viene a verme (A Monster Calls) es una novela para niños del género conocido como low fantasy, escrita en inglés por Patrick Ness, partiendo de la idea original de Siobhán Dowd, ilustrada por Jim Kay, y publicada por Walker en 2011. Ambientada en la Inglaterra actual (2015), está protagonizada por Conor, un muchacho al qual le hacen bullying, que lucha por soportar las consecuencias del cáncer terminal de su madre, y que es repetidamente visitado en medio de la noche por un monstruo que le va contando relatos.
En el momento de idear la historia, Dowd padecía un cáncer terminal y falleció antes de poder escribirla.
Patrick Ness y el ilustrador Kay ganaron el Carnegie Medal y el Greenaway Medal en 2012 por «el libro infantil/juvenil más destacado». Un monstruo viene a verme es el único libro cuyo autor e ilustrador han ganado ambas Medallas.

## Origen
Siobhán Dowd concibió la novela durante su propia enfermedad terminal. Lo habló y convino escribirla con el editor Denise Johnstone-Burt de Walker Books, quien también había trabajado con Patrick Ness. Después de que Dowd muriera en agosto de 2007, Walker arregló con Ness para que este escribiera la historia. Más tarde, Walker y Ness acordaron que Jim Kay la ilustrara, aunque Ness y Kay no se conocieron hasta después de que fuera publicada en mayo de 2011.
Después de ganar la Medalla Carnegie Ness comentó la obra en el periódico The Guardian:

No habría aceptado el compromiso si no hubiera tenido entera libertad de acción. Si hubiera sentido que tenía obstáculos, aún por muy buenas razones, creo que ello habría hecho daño la historia. No lo hice por razones egoístas; que mis decisiones fueran de alguna manera automáticas, correctas o descabelladas, sino porque sé que esto es lo que Siobhan habría hecho. Ella lo habría dejado fluir, crecer y cambiar, entonces, yo no estaba tratando de adivinar lo que ella habría escrito, tan solo estaba siguiendo el mismo proceso que ella habría seguido, lo que es algo diferente.
…
Siempre digo que lo sentía realmente como una conversación privada entre ella y yo, y que mayoritariamente iba diciendo, «Mira lo qué estamos consiguiendo».

Kay fue seleccionado tras la ilustración de una escena, solicitado por el director de arte Ben Norland:

Debido a otros compromisos tuve un fin de semana para producir una imagen, y muy precipitadamente creé la escena del Monstruo que se apoya contra la casa. Era una técnica que no había probado antes, debido en cierta medida por el constreñimiento de tiempo, lo cual en retrospectiva, puede haber ayudado.
…
Imagino la historia como una película o una pieza de teatro, y empiezo construir el atrezzo y poniendo el decorado alrededor de los personajes. Me encanta la atmósfera, y creo que es ahí donde quería contribuir. Si me hubieran dejado solo, habría evitado todas las escenas clave; me ponía nervioso tratar con ellas, pero Ben fue fantástico en dar la estructura del libro y, afortunadamente, insistió en que tendría que enfrentarme a los elementos explosivos y energéticos del libro.

## Argumento
La historia comienza con Conor O'Malley, de 13 años, despertando de la misma pesadilla que ha estado experimentando en los últimos meses, «una con oscuridad, viento y gritos». Siete minutos después de la medianoche (00:07), una voz lo llama desde el exterior de la ventana de su dormitorio, desde la cual se puede ver una iglesia vieja con su cementerio protegido por un Tejo. Al acercarse a la ventana, Conor conoce al monstruo, una mole enorme de ramas y hojas con forma humana. El monstruo insiste en que Conor le convocó y ayudará a este último contándole tres cuentos. A cambio Conor tiene que contarle su propia historia después.
El monstruo continúa visitando a Conor, casi siempre a las 00:07 a. m., para contarle sus historias, las cuales apuntan a demostrar las complicaciones inherentes a los humanos. Se revela que la madre de Conor está siendo tratada con quimioterapia y que viene siendo afligida por un cáncer en los últimos meses. El padre de Conor no está nunca para consolarlo y el mantener una relación fría con su abuela tampoco le proporciona ningún alivio. Conor es víctima de acoso escolar (bullying) y se ha distanciado de todo contacto social. A medida que la historia avanza, la condición de su madre empeora.
Los encuentros de Conor con el monstruo tienen consecuencias crecientes. Mientras la primera historia no tiene impacto real en la vida de Conor, la segunda historia lo lleva a ser culpado por la destrucción del salón de su abuela a manos del monstruo, y la tercera resulta en agredir físicamente a Harry, el matón escolar, después de ser brevemente poseído por el monstruo.
Cuando es forzado a revelar su pesadilla, Conor empieza a afrontar sus sentimientos. Finalmente el monstruo le consuela, revelando que su propósito era curarle.

## Recepción y crítica
Un monstruo viene a verme recibió extendidas críticas positivas. Philip Pullman, autor de la trilogía de fantasía Sus Materiales Oscuros, alabó la novela como «Convincente… potente e impresionante». De un modo parecido, la crítica de New York Times, Jessica Bruder escribió «esta es una historia profundamente triste» y llamó a la novela «una potente pieza de arte», aplaudiendo las ilustraciones de Kay. Daniel Hahn de The Independent también alabó a A Monster Calls, diciendo que era «valiente y bella, llena de compasión» y que «el resultado palpita de vida». Publisher's Weekly le dio una alta puntuación y la llamó «una singular pieza maestra».

### Premios
Ness y Kay ganaron las Medallas Carnegie y Greenaway por el guion y la ilustración, reconociendo el trabajo como mejor del año publicado en el Reino Unido. La doble victoria no tiene precedentes en más de cincuenta años desde que el premio de ilustración está establecido.
Un monstruo viene a verme ganó, además, el premio al Libro Británico del año para niños de 2011, votado por una "academia de 750 expertos de la industria del libro";
el premio Red House Children's Book Award, un premio nacional votado por niños británicos;
y el premio Tentáculo Rojo de The Kitschies, a la mejor novela de ficción especulativa publicada en el Reino Unido.
En EE. UU., la revista Booklist de la American Library Association lo nombró "Primero de la Lista" de ficción para jóvenes para 2011.
Varios periódicos, entre ellos The Independent,
Chicago Sun-Times
y The Wall Street Journal 
lo mencionan en sus listas de mejores del año.

## Adaptación al cine
El 5 de marzo de 2014, Focus Features compró los derechos del libro para hacer la película por $20 millones. El 9 de abril de 2014, fue anunciado que una película basada en el libro sería distribuida por Focus Features el 14 de octubre de 2016 (fue estrenada en España el 7 de octubre). La película fue dirigida por Juan Antonio Bayona y escrita por Patrick Ness, autor del libro. El 23 de abril de 2014, Felicity Jones se unió a la película para interpretar a la madre del chico. El 8 de mayo, Liam Neeson se unió a la película para interpretar al Monstruo. El 18 de agosto, Sigourney Weaver se unió para interpretar a la abuela del chico. El 19 de agosto del mismo año, Toby Kebbell también se unió a la película.